# Antonio José González Zumárraga
Antonio José González Zumárraga (Pujili, 18. ožujka 1925. – Sangolquí, 13. listopada 2008.), je bio ekvadorski rimokatolički kardinal i nadbiskup emeritus Quita.

## Životopis
Antonio José González Zumárraga u mjestu Pujili, Ekvador, 18. ožujka 1925. godine. Za svećenika je zaređen 29. lipnja 1951. Nakon tri godine pastoralnoga rada u Ekvadoru, seli se u Španjolsku. Tamo na Papinskom crkvenom sveučilištu studira kanonsko pravo. Godine 1960. na Pravnom fakultetu u Quitu preuzima katedru crkvenog prava.
Pomoćnim biskupom Quitai naslovnim biskupom Tagarate je imenovan 17. svibnja 1969., a posvećen 15. lipnja iste godine. 30. siječnja 1978. imenovan je biskupom Machale. 28. lipnja 1980. imenovan je nadbiskupom koadjutorom Quita.  Za predsjednika Ekvadorske biskupske konferencije izabiran je u dva navrata (1987. i 1990.).
1. lipnja 1985. postaje nadbiskup Quita, na kojem mjestu se umirovljuje 21. ožujka 2003. Papa Ivan Pavao II. ga je uzvisio na razinu kardinala na konzistoriju 21. veljače 2001. godine, čime je postao kardinal svećenik crkve Santa Maria in Via.
Za geslo je imao Duh jedinstva, jedinstvo ljubavi (lat. Spiritus unitatis unitas caritate). Umro je 13. listopada 2008. godine.

## Vanjske poveznice
|  | Zajednički poslužitelj ima još gradiva o temi Antonio José González Zumárraga |

- (engl.) Antonio José González Zumárraga na catholic-hierarchy.org